# Shabana Kisii
El Gusii Shabana Football Club es un equipo de fútbol de Kenia que juega en la FKF Division One, la segunda liga de fútbol más importante del país.

## Historia
Fue fundado en el año 1980 en la ciudad de Kisii por el empresario Dogo Khan. El equipo nunca ha sido campeón de la Liga Keniana de Fútbol ni ha ganado el torneo de copa local, pero ha participado en 2 ocasiones a nivel continental, aunque nuca ha pasado la primera ronda.
El equipo tuvo un colapso durante la temporada 2006, donde descendieron de categoría a la Nationwide League, pero se negaron a participar insistiendo que eran de la Primera División, pero fueron readmitidos.
No participaron en ninguna liga durante la temporada 2007, pero más tarde se reintegraron a la temporada siguiente.

## Palmarés
- Liga Keniana de Fútbol: 0

## Participación en competiciones de la CAF
| Temporada | Torneo                            | Ronda | Club           | Casa | Visita | Global |
| --------- | --------------------------------- | ----- | -------------- | ---- | ------ | ------ |
| 1988      | Copa Africana de Clubes Campeones | 1     | Kabwe Warriors | 1-0  | 1-4    | 2-4    |
| 2000      | Copa CAF                          | 1     | Hay El-Arab    | 0-0  | 0-2    | 0-2    |

## Jugadores destacados
- Henry Motego
- Henry Nyandoro
- Mike Okoth
- Lewis Onyoni